# Nederlandse kampioenschappen marathonschaatsen op natuurijs
Het Nederlands kampioenschap marathonschaatsen op natuurijs is een  kampioenschap dat voor het eerst in 1979 werd verreden in Nederland. In de navolgende 34 jaar kon het kampioenschap veertien keer georganiseerd worden. De laatste editie werd in januari 2013 verreden (NK 2013) op het Veluwemeer bij Elburg. In 2010 was het voor het eerst dat het evenement twee keer in hetzelfde kalenderjaar werd gehouden. Dit is mogelijk omdat het kampioenschap niet per jaar maar per winterseizoen wordt georganiseerd. Het kampioenschap wordt georganiseerd door de Koninklijke Nederlandsche Schaatsenrijders Bond.
In 2021 werd ondanks een vorstperiode in februari geen NK op natuurijs gehouden vanwege de coronapandemie die in 2020 uitbrak. Hierdoor waren wedstrijden op natuurijs niet mogelijk, omdat deze niet coronaproof konden worden georganiseerd.
Dries van Wijhe en Jorrit Bergsma hebben de wedstrijd bij de mannen tweemaal gewonnen. Alida Pasveer won tweemaal bij de vrouwen. Rudi Groenendal won de titel bij de veteranen drie keer op rij.

## Erelijst

### Mannen
| Editie | Datum            | Seizoen   | Locatie              | Afstand | Goud                 | Zilver            | Brons            | Details                                        |
| ------ | ---------------- | --------- | -------------------- | ------- | -------------------- | ----------------- | ---------------- | ---------------------------------------------- |
| 1      | 18 januari 1979  | 1978-1979 | Loosdrechtse Plassen |         | Henk Portengen       | Dries van Wijhe   | Johan Wardenier  |                                                |
| 2      | 15 januari 1985  | 1984-1985 | Wieringen            |         | Henri Ruitenberg     | Jan Kooiman       | Jos Niesten      |                                                |
| 3      | 11 februari 1986 | 1985-1986 | Giethoorn            |         | Dries van Wijhe      | Jos Niesten       | Henri Ruitenberg |                                                |
| 4      | 16 januari 1987  | 1986-1987 | Eernewoude           |         | Hilbert van der Duim | Dries van Wijhe   | Yep Kramer       |                                                |
| 5      | 7 februari 1991  | 1990-1991 | Ankeveen             | 100 km  | Dries van Wijhe      | René Ruitenberg   | Jan Pronk        | Verslag                                        |
| 6      | 4 januari 1993   | 1992-1993 | Maasland             |         | Erik Hulzebosch      | Jan Eise Kromkamp | Miel Rozendaal   | fotofinish. maar finishfoto nooit gepubliceerd |
| 7      | 21 februari 1994 | 1993-1994 | Giethoorn            |         | Lammert Huitema      | Arnold Stam       | Henri Ruitenberg |                                                |
| 8      | 30 december 1995 | 1995-1996 | Ermerzand            |         | Yep Kramer           | Peter de Vries    | René Ruitenberg  |                                                |
| 9      | 30 december 1996 | 1996-1997 | Ankeveen             | 100 km  | Bert Verduin         | Ruud Borst        | Henk Angenent    | Verslag                                        |
| 10     | 8 januari 2009   | 2008-2009 | Oostvaardersplassen  | 100 km  | Sjoerd Huisman       | Arjan Stroetinga  | Roy Boeve        | Verslag                                        |
| 11     | 10 februari 2010 | 2009-2010 | Zuidlaardermeer      | 100 km  | Jorrit Bergsma       | Douwe de Vries    | Ingmar Berga     | Verslag                                        |
| 12     | 23 december 2010 | 2010-2011 | Belterwiede          | 102 km  | Bob de Vries         | Ralf Zwitser      | Arjen Becker     | Verslag                                        |
| 13     | 8 februari 2012  | 2011-2012 | Grote Rietplas       | 102 km  | Jorrit Bergsma       | Simon Schouten    | Rick Smit        | Verslag                                        |
| 14     | 25 januari 2013  | 2012-2013 | Veluwemeer           | 101 km  | Christijn Groeneveld | Arjan Stroetinga  | Jorrit Bergsma   | Verslag                                        |

### Vrouwen
| Editie | Datum            | Seizoen   | Locatie              | Afstand   | Goud                    | Zilver                  | Brons                 | Details |
| ------ | ---------------- | --------- | -------------------- | --------- | ----------------------- | ----------------------- | --------------------- | ------- |
| 1      | 18 januari 1979  | 1978-1979 | Loosdrechtse Plassen |           | Geen vrouwenwedstrijd   | Geen vrouwenwedstrijd   | Geen vrouwenwedstrijd |         |
| 2      | 15 januari 1985  | 1984-1985 | Wieringen            |           | Ineke Kooiman           | Joke van der Voort      | Lenie van der Hoorn   |         |
| 3      | 11 februari 1986 | 1985-1986 | Giethoorn            |           | Ingrid Paul             | Lilian van Tol          | Erna Uitham           |         |
| 4      | 16 januari 1987  | 1986-1987 | Eernewoude           |           | Lilian van Tol          | Ingrid Paul             | Erna Uitham           |         |
| 5      | 7 februari 1991  | 1990-1991 | Ankeveen             |           | Alida Pasveer           | H. Berkhoff             | Lilian van Tol        | Verslag |
| 6      | 4 januari 1993   | 1992-1993 | Maasland             |           | Alida Pasveer           | S. Groot                | S. vd Heide           |         |
| 7      | 21 februari 1994 | 1993-1994 | Giethoorn            |           | Laura Kamminga          | Jolanda Grimbergen      | S. vd Heide           |         |
| 8      | 30 december 1995 | 1995-1996 | Ermerzand            |           | Gretha Smit             | Laura Kamminga          | Marjan Mager          |         |
| 9      | 30 december 1996 | 1996-1997 | Ankeveen             | 60 ronden | Jenita Hulzebosch-Smit  | Klasina Seinstra        | Gretha Smit           | Verslag |
| 10     | 8 januari 2009   | 2008-2009 | Oostvaardersplassen  | 60 km     | Carla Zielman           | Daniëlle Bekkering      | Andrea Sikkema        | Verslag |
| 11     | 10 februari 2010 | 2009-2010 | Zuidlaardermeer      | 60 km     | Maria Sterk             | Mireille Reitsma        | Daniëlle Bekkering    | Verslag |
| 12     | 23 december 2010 | 2010-2011 | Belterwiede          | 66 km     | Foske Tamar van der Wal | Mireille Reitsma        | Sandra 't Hart        | Verslag |
| 13     | 8 februari 2012  | 2011-2012 | Grote Rietplas       | 72 km     | Yvonne Spigt            | Rixt Meijer             | Carla Zielman         | Verslag |
| 14     | 25 januari 2013  | 2012-2013 | Veluwemeer           | 69 km     | Mariska Huisman         | Foske Tamar van der Wal | Daniëlle Bekkering    | Verslag |

### Mannen veteranen
| Editie | Datum            | Seizoen   | Locatie              | Afstand   | Goud                    | Zilver                  | Brons                   | Details |
| ------ | ---------------- | --------- | -------------------- | --------- | ----------------------- | ----------------------- | ----------------------- | ------- |
| 1      | 18 januari 1979  | 1978-1979 | Loosdrechtse Plassen |           | Geen veteranenwedstrijd | Geen veteranenwedstrijd | Geen veteranenwedstrijd |         |
| 2      | 15 januari 1985  | 1984-1985 | Wieringen            |           | Geen veteranenwedstrijd | Geen veteranenwedstrijd | Geen veteranenwedstrijd |         |
| 3      | 11 februari 1986 | 1985-1986 | Giethoorn            |           | Jan Visser              |                         |                         |         |
| 4      | 16 januari 1987  | 1986-1987 | Eernewoude           |           | Jan van der Meulen      |                         |                         |         |
| 5      | 7 februari 1991  | 1990-1991 | Ankeveen             |           | Marten Hoekstra         |                         |                         | Verslag |
| 6      | 4 januari 1993   | 1992-1993 | Maasland             |           | Robert Kamperman        |                         |                         |         |
| 7      | 21 februari 1994 | 1993-1994 | Giethoorn            |           | Robert Kamperman        |                         |                         |         |
| 8      | 30 december 1995 | 1995-1996 | Ermerzand            |           | Kees Borst              |                         |                         |         |
| 9      | 30 december 1996 | 1996-1997 | Ankeveen             | 75 ronden | Piet Manden             | Piet de Boer            | Rein Jonker             | Verslag |
| 10     | 8 januari 2009   | 2008-2009 | Oostvaardersplassen  | 68 km     | Arnold Stam             | Kurt van de Nes         | Arjan Bakker            | Verslag |
| 11     | 10 februari 2010 | 2009-2010 | Zuidlaardermeer      | 68 km     | Arnold Stam             | Albert Bakker           | René van der Meulen     | Verslag |
| 12     | 23 december 2010 | 2010-2011 | Belterwiede          | 60 km     | Rudi Groenendal         | Albert Bakker           | Arnold Stam             | Verslag |
| 13     | 8 februari 2012  | 2011-2012 | Grote Rietplas       | 60 km     | Rudi Groenendal         | René van der Meulen     | Sjouke Hellinga         | Verslag |
| 14     | 25 januari 2013  | 2012-2013 | Veluwemeer           | 58 km     | Rudi Groenendal         | Robert Gaasenbeek       | Arnold Stam             | Verslag |